# Duke Egyetem
A Duke Egyetem az Amerikai Egyesült Államok egyik kiváló és közismert magánegyeteme. Észak-Karolina államban, Durham (Észak-Karolina) városban található. Az egyetem alapítási éve 1838, ekkor Brown School-ként létezett, a Duke University nevet 1924-ben vette fel, amikor Durham városába költözött az egyetem. Az 1970-es években az egyetem vezetői hosszú távon meg akarták erősíteni az iskola hírnevét, mind országosan, mind világszerte – sikerrel. A U.S. News & World Report 2006-ban az Egyesült Államok tizenegy legjobb szaka közé sorolta az egyetem egészségügyi, jogi és üzleti szakát. Az iskola sportegyesületei egyértelműen az ország elitjei közé tartoznak.

## Híres emberek
Az egyetemen végzett többek között:
- Melinda Gates - Bill Gates felesége
- Richard Nixon - az Amerikai Egyesült Államok volt elnöke

## Tagság
Az egyetem az alábbi szervezeteknek a tagja:
- Oak Ridge Associated Universities
- ORCID
- Digitális Könyvtárak Szövetsége
- Atlantic Coast Conference
- Consortium of Social Science Associations
- arXiv
- Triangle Research Libraries Network
- Association of American Universities
- Amerikai Főiskolák és Egyetemek Szövetsége
- Amerikai Oktatási Tanács
- Nemzeti Bölcsészettudományi Szövetség
- Higher Education Leadership Initiative for Open Scholarship
- Információhálózati Koalíció
- Kutatókönyvtárak Központja
- Scholarly Publishing and Academic Resources Coalition
- Council on Governmental Relations

## Leányszervezetek
Az egyetem alá az alábbi szervezetek tartoznak:
- John W. Hartman Center, Duke University
- John Hope Franklin Research Center, Duke University
- Sallie Bingham Center, Duke University
- Duke Global Health Institute, Duke University
- Center for Spirituality, Theology and Health, Duke University
- Duke University School of Medicine
- Duke Clinical Research Institute
- Tisch Brain Tumor Center
- Sanford School of Public Policy

## Ingatlanok és szervezetek
Az egyetem alá az alábbi ingatlanoknak és szervezeteknek a tulajdonosa:
- Duke Blue Devils
- Cameron Indoor Stadium
- Wallace Wade Stadium
- Card Gymnasium
- Duke Corporate Education
- Jack Coombs Field
- The Chanticleer
- WXDU
- Duke Databank of Documentary Papyri
- Duke University Marine Laboratory